# Karl Nirrnheim
Karl Nirrnheim (* 8. Juni 1844 in Magdeburg; † 27. Juni 1902 in Wetzlar) war ein preußischer Generalmajor und Kommandeur der 21. Feldartillerie-Brigade.

## Leben
Nirrnheim trat 1864 als Avantageur in die 3. Artillerie-Brigade der Preußischen Armee ein und avancierte bis Ende Juli 1866 zum Sekondeleutnant. Am 1. November 1866 folgte seine Versetzung in die 11. Artillerie-Brigade, mit der er sich 1870/71 während des Krieges gegen Frankreich an den Kämpfen bei Weißenburg, Wörth, und Sedan sowie der Belagerung von Paris beteiligte.
Nirrnheim wurde mit dem Eisernen Kreuz II. Klasse ausgezeichnet und nach dem Friedensschluss im August 1871 in seinen Stammverband rückversetzt. Er diente mehrere Jahre als Regimentsadjutant und stieg in dieser Eigenschaft 1872 zum Premierleutnant auf. Im November 1877 wurde er als Hauptmann und Batteriechef in das 2. Brandenburgische Feldartillerie-Regiment Nr. 18 (General-Feldzeugmeister) versetzt. Im Oktober 1881 kommandierte man ihn zur Dienstleistung in das Kriegsministerium nach Berlin. Mit der Versetzung in das Oberschlesische Feldartillerie-Regiment Nr. 21 trat Nirrnheim am 13. Juni 1885 als Batteriechef wieder in den Truppendienst und avancierte im Oktober 1888 zum Major. Einen Monat später wurde er in das Schlesische Feldartillerie-Regiment Nr. 6 versetzt und kurz darauf zum Kommandeur der reitenden Abteilung in Schweidnitz ernannt. Im Oktober 1893 stieg er zum Oberstleutnant auf und wurde im Mai 1894 als etatmäßiger Stabsoffizier in das Feldartillerie-Regiment Nr. 34 nach Metz versetzt. Am 18. Oktober 1896 erhielt Nirrnheim das Kommando über das 2. Hannoversche Feldartillerie-Regiment Nr. 26 in Verden (Aller) und wurde am 22. März 1897 zum Oberst befördert. Daran schloss sich am 1. Oktober 1899 seine Versetzung nach Frankfurt am Main als Kommandeur der 21. Feldartillerie-Brigade sowie am 27. Januar 1900 die Beförderung zum Generalmajor an. Zugleich fungierte er als Militärvorsitzender der Oberersatzkommission. Anlässlich des Ordensfestes erhielt Nirrnheim im Januar 1902 den Roten Adlerorden II. Klasse mit Eichenlaub. Er starb am 27. Juni 1902 in Ausübung seines Dienstes.